# Antonio Raimundo Ibáñez Llano y Valdés
Antonio Raimundo Ibáñez Gastón de Isaba y Llano Valdés, marqués de Sargadelos (Ferreirela de Baxo, aldea de Santa Eulalia de Oscos, Asturias, 17 de octubre de 1749 - Ribadeo, Lugo, 2 de febrero de 1809) fue un  industrial español especialmente conocido por crear la fábrica de cerámica de Sargadelos, modelo del primer capitalismo industrial en España respecto al control de la producción y del personal.

## Biografía
Ibáñez nació en una familia hidalga de escasos recursos y desde joven se dedicó al comercio, realizando importantes negocios de importación y exportación con las Indias que le reportaron numerosos beneficios. En 1784, junto al potentado José de Andrés García, fundó la Real Compañía Marítima para comerciar con el norte de Europa.
Con base en Ribadeo, donde llegó en 1768, impulsó la industrialización de la zona, donde creó la primera Siderurgia integral de España.  El proyecto, que empezó tropezando inicialmente con muchas resistencias (la principal, de la curia de Mondoñedo), se pone finalmente en marcha en 1791, año en que una cédula Real autoriza el proyecto que se desarrolla velozmente. Desde 1794 y por un período de 45 años, la fundición de Sargadelos trabaja casi exclusivamente para el Estado, suministrándole material bélico, principalmente municiones de cañón, por lo que es distinguida como Reales Fábricas, con personal militarizado y acuartelado en instalaciones propias.
Entre 1804 y 1807 se sitúa el nacimiento de la fábrica de cerámica para producir «loza tipo Bristol», como el mismo Ibáñez manifiesta; fábrica que pasó a representar el primer establecimiento evolucionado de este sector en España introduciendo, entre otras cosas, el decorado mecánico y la loza estampada.
Ibáñez impulsó también el comercio, base de su fortuna personal, tanto por mar como en el interior de la península ibérica, de lino y alcohol, al mismo tiempo que gestionaba varias minas; impulsó el enciclopedismo e introdujo desde Europa varias innovaciones tecnológicas importantes para sus fábricas.
Es considerado un erudito ilustrado con una imagen moderna del hombre, del que escribe:

La población es la que constituye la riqueza y la fuerza de los Estados. No puede sostener el progresar sino por medio de la industria, fábricas, comercio y navegación, cuyos ramos son el poderoso agente de la industria, que es la primera, la más esencial e indispensable de las artes.

Durante la guerra de la Independencia española, los numerosos enemigos políticos y económicos de Ibáñez provocaron su linchamiento en Dompiñor, bajo la acusación de «afrancesado», el 2 de febrero de 1809, animando a la turba a asaltar y saquear su casa. Él, capturado y maniatado fue atado y arrastrado por un corcel por las calles, mientras la muchedumbre jaleaba al caballo y le gritaba tildando de ilustrado y vanguardista hasta su muerte.  
Sus fábricas en Sargadelos continuaron funcionando hasta el año 1875, siendo subastadas en 1878. 
Aunque conocido como «marqués de Sargadelos», lo cierto es que el título nobiliario nunca existió: a su muerte en 1809 no fue tramitado y no consta expediente de apertura ni aparece en la lista de Títulos y Grandezas del Reino.
En 2004 se fundó en Santa Eulalia de Oscos la Asociación «Amigos de D. Antonio Raimundo Ibáñez, Marqués de Sargadelos», dedicada a su memoria y al estudio de su legado.